# Dipperz
Dipperz è un comune tedesco di 3 625 abitanti,, situato nel land dell'Assia.